# Voluntad de sentido
La voluntad de sentido en Psicoterapia, expresa la preocupación de Viktor Frankl ante los métodos psicológicos enfocados en la percepción del “componente exterior”, desvirtuando la idea del animatismo presente en el ser humano que lo hace único ante el reino vegetal y animal (Psicologismo).
Se le podría llamar voluntad de sentido a la tensión radical y sana del hombre para hallar y realizar un sentido, un fin y además es expresión de la autotrascendencia. En otras palabras, encontrarle sentido a todas aquellas situaciones que obligan al hombre a enfrentarse consigo mismo. Si no se encuentra un sentido a la vida podríamos caer en depresión, o una experiencia de vacío existencial; con esto podemos afirmar que la búsqueda fundamental del ser humano no se basa en la búsqueda de la felicidad, sino, de la voluntad de sentido, y esta misma lleva a la felicidad (según Viktor Frankl).
Viktor Frankl, en la logoterapia usa como base la voluntad de sentido, a diferencia de otros autores como Freud, que en el psicoanálisis basa la voluntad en el placer, y Alfred Adler se basa en la voluntad de poder. La búsqueda de la voluntad de sentido es subjetiva, ya que se busca un significado y este significado es personal y varía entre cada ser humano.
Frankl (1991), para sustentar la voluntad de sentido pone de relieve que el principio antropológico fundamental del ser humano, es esta natural remitencia hacia más allá de sí mismo, ya que sostiene que la apertura proyectiva de los sentimientos y de los actos volitivos y racionales, cuando no se autoclausuran en la propia subjetividad, sino que se expanden desde la propia interioridad hacia la realidad exterior, contribuyen, en la medida que nos trascendemos a nosotros mismos y nos entregamos en el cumplimiento de nuestros deberes, al desarrollo conjuntivo y armónico de nuestras potencialidades humanas, es decir, nos hacemos más humanos.